# Черето (Бреша)
Черето је насеље у Италији у округу Бреша, региону Ломбардија.
Према процени из 2011. у насељу је живело 82 становника. Насеље се налази на надморској висини од 838 м.